# キース・パッカード
キース・パッカード（英: Keith Packard、1963年4月16日 - ）は、 X Window System に関する業績で知られるアメリカのソフトウェア開発者。
パッカードは、多数のX拡張の開発とXに関する技術文書の執筆で知られている。1980年代後半から MIT X Consortium でXの開発に深く関与するようになり、その後XFree86に参加し、現在は X.Org Foundation に関与している（2022年第一四半期まで、理事会メンバー）。
意見の相違からXFree86を追い出されたが（それが X.Org Serverのフォークをもたらした）、現在は freedesktop.org での実験的Xサーバ実装のプロジェクトを主導し、同時にXの公式リファレンス実装も主導している。
2004年からDebianにも開発者として参加し、fontconfigなどの保守を行っている。

## 経歴
1986年、オレゴン州にある Reed College で数学の学士号を取得。1983年から1988年まで、テクトロニクスでX端末とUNIXワークステーションの開発に携わった。
その後、マサチューセッツ州ケンブリッジに移住し、マサチューセッツ工科大学の X Consortium で1988年から1992年まで働いた。そこで、X Window System のリファレンス実装の開発と標準化に関わった。当時はXのリリース責任者だった。
1992年、ポートランドに移り、Network Computing Devices でX端末とコンピュータグラフィックスの開発に携わった。
1999年から、ポートランドの自宅でSUSEにXFree86を移植する作業を行った。
2001年から2005年まで、コンパック（後のヒューレット・パッカード）の Cambridge Research Labs に勤務した。
2006年8月からインテルで働いている。この間の2011年に、オライリーの「O'Reilly Open Source Awards」に選出されている。
2015年にはヒューレット・パッカードへ移り、2017年にはValve Corporationに勤務している。

## パッカードが関与した他のソフトウェア
- cairo
- X Window System 拡張: XRender, XFixes, XDamage, XComposite, XRandR
- KDrive
- fontconfig, Xft
- Nickle
- XDM
- ザ・マシン (コンピュータ・アーキテクチャ)